# Violettdegenflügel
Der Violettdegenflügel oder Purpurdegenflügel (Campylopterus hemileucurus) ist eine Vogelart aus der Familie der Kolibris (Trochilidae). Die Art hat ein großes Verbreitungsgebiet in den mittelamerikanischen Ländern Mexiko, Belize, Guatemala, Honduras, El Salvador, Nicaragua, Costa Rica und Panama. Der Bestand wird von der IUCN als „nicht gefährdet“ (least concern) eingestuft.

## Merkmale
Der Violettdegenflügel erreicht eine Körperlänge von etwa 14 bis 15 Zentimetern. Das Gewicht des Männchens  beträgt 11,5, das des Weibchens 9,5 Gramm. Die Unterseite und die Kehle des Männchens sind dunkelviolett. Der weiße Punkt hinter den Augen (postokular) hebt sich deutlich von der grünen Krone und dem violetten Ohrbereich ab. Der Nacken und die Oberseite werden von violett zu grünblau an den Oberschwanzdecken. Der Schwanz ist schwarzviolett, wobei die äußeren drei Steuerfedern weiß sind. Die violette Kehle des Weibchens ist von einem abgestumpften Bart umrundet. Es hat auch einen postokularen weißen Punkt, die grüne Krone ist aber im Ohrbereich farblich matter. Die Unterseite ist hell grau und an den seitlichen Flanken grün gesprenkelt. Die Unterschwanzdecken sind grün. Die inneren Steuerfedern sind grünschwarz, die äußeren sind schwärzlich mit weißen Flecken. Der leicht gebogene Schnabel und die Beine sind bei beiden schwarz.

## Verbreitung und Lebensraum

Verbreitung des Violettdegenflügels

Der Violettdegenflügel lebt normalerweise im Unterholz und Rändern von Bergwäldern, insbesondere in Seitentälern. Zur Futtersuche verlässt er auch mal die immergrünen feuchten Wälder und besucht bewohnte Gebiete, Bananenplantagen oder Sekundärvegetation. Man findet ihn in Höhen zwischen 500 und 2400 Metern.

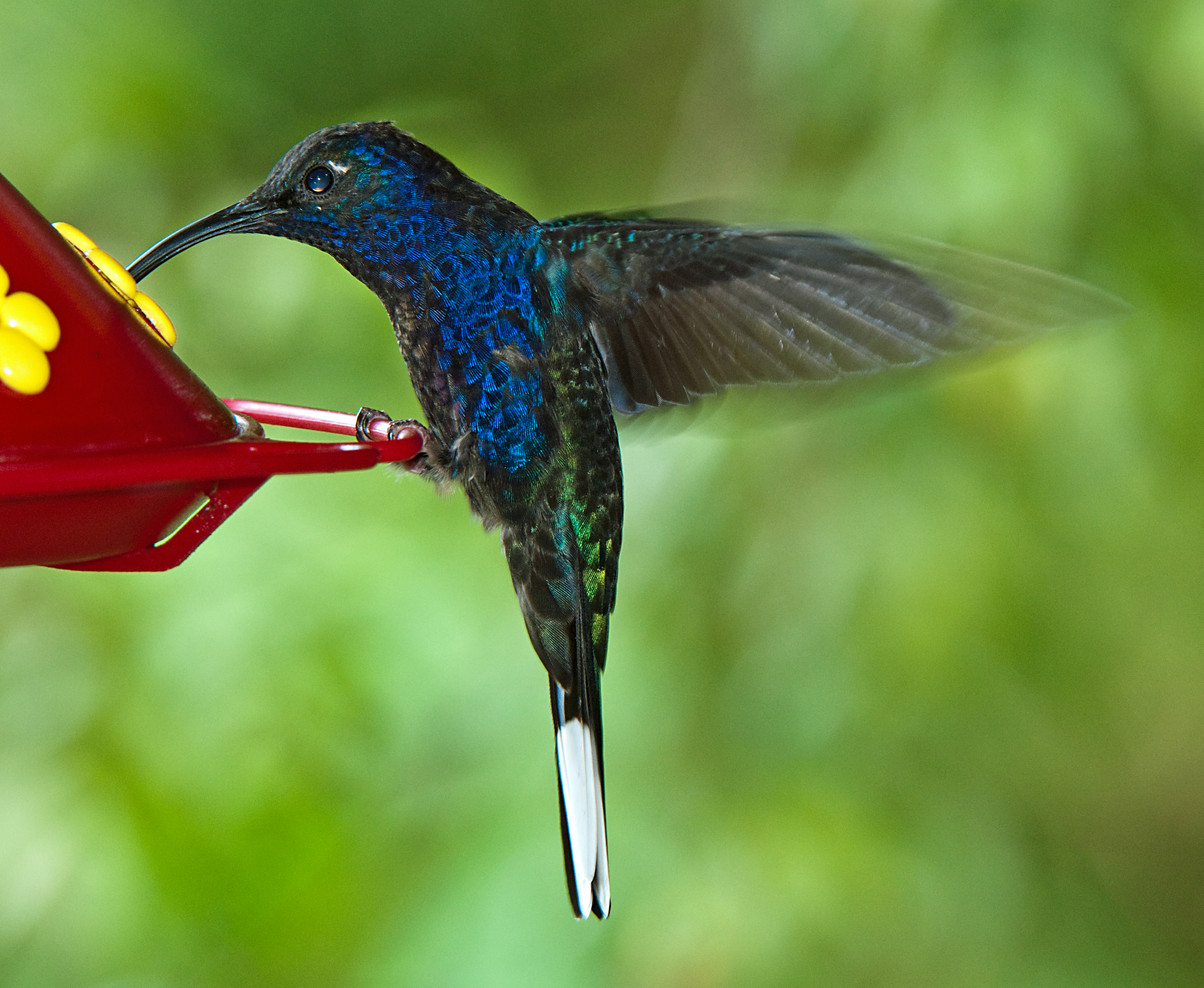
Violettdegenflügel am Futter-Spender (Feeder)

## Verhalten
Der Violettdegenflügel ist trotz seiner für einen Kolibri recht beeindruckenden Größe erstaunlich unaggressiv und wenig dominant. An Blumen ist er wenig territorial. Zu seinen bevorzugten Pflanzen gehören Helikonien, Bananen und teilweise Gebüsche im Unterholz wie beispielsweise die zu den Brechwurzeln gehörende Cephaelis. 

## Fortpflanzung
Der Violettdegenflügel brütet in der Regenzeitː In Mexiko von Juni bis September, in Costa Rica von Mai bis Oktober, in Ausnahmefällen bis Ende November. In El Salvador wurden Nester im Juli gefunden. Das Nest ist ein unförmiger Kelch aus Moos, gefüttert mit feinen Fasern und Pflanzen und zusammengehalten durch Spinnweben. Es wird auf waagerechten Ästen meist über einer Klamm oder einem Bach in einer Höhe von ein bis sechs Metern angebracht. Das Gelege besteht aus zwei Eiern, die das Weibchen in 19 bis 22 Tagen ausbrütet. Die Nestlinge werden mit Flüssigkeit und Spinnen versorgt und nach 22 bis 24 Tagen flügge. Ausschließlich das Weibchen kümmert sich um die Brut.

## Unterarten

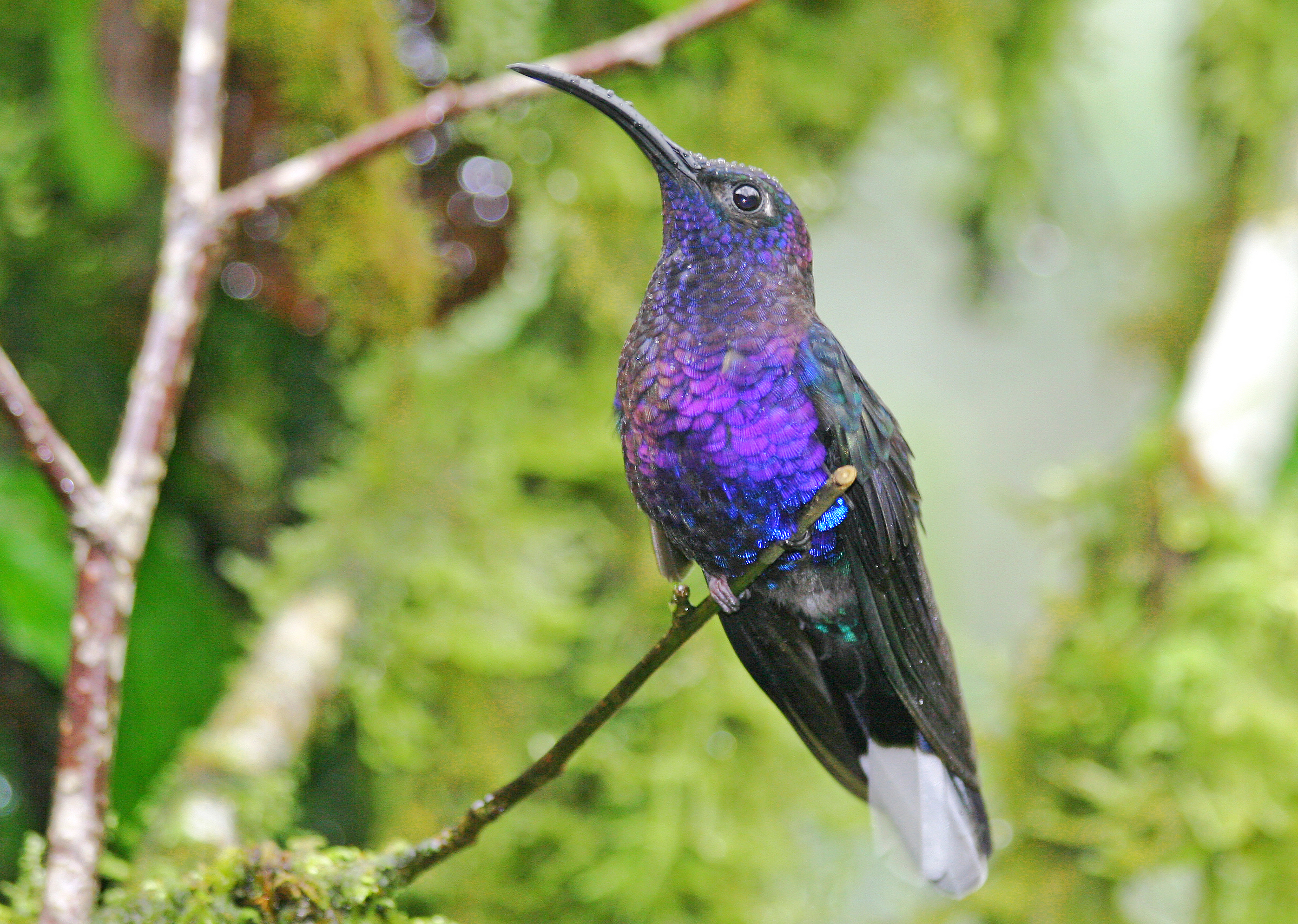
Violettdegenflügel sitzend

Bisher sind zwei Unterarten bekannt, die sich vor allem durch ihre Färbung und ihr Verbreitungsgebiet unterscheiden:
- Campylopterus hemileucurus hemileucurus (Deppe, 1830)[2] – Die Nominatform kommt vereinzelt im Süden Mexikos vor. Südlich erstreckt sich das Verbreitungsgebiet bis in den Süden des Zentralen Nicaraguas.
- Campylopterus hemileucurus mellitus Bangs, 1902.[3] – Die Unterart ist etwas größer als die Nominatform. Am Schwanz hat sie deutlich stärkere weiße Flecken. Die Oberseite ist etwas mehr grün gefärbt. Sie kommt in Costa Rica und im Westen Panamas vor.

## Etymologie und Forschungsgeschichte
Wilhelm Deppe beschrieb den Violettdegenflügel unter dem Namen Trochilus hemileucurus. Das Typusexemplar stammte aus Mexiko. Erst später wurde die Art der 1827 von William Swainson eingeführten Gattung Campylopterus zugeordnet. Dieses Wort leitet sich vom griechischen καμπύλος kampýlos für „gebogen, gekrümmt“ und -πτερος, πτερόν -pteros, pterón für „-geflügelt, Flügel“ ab. Der Artname hemileucurus ist aus den griechischen Wörtern ἡμι- hemi- für „halb, klein“ und λευκουρος leukouros für „weißschwänzig“ zusammengesetzt, wobei sich leukouros wiederum aus λευκός leukós für „weiß“ und -οὐρός, οὐρά -ourós, ourá für „-schwänzig, Schwanz“ zusammensetzt. Mellitus ist das lateinische Wort für „aus Honig, honigsüß, reizend“. Oft werden Ferdinand Deppe, der Bruder des Autors, oder Martin Hinrich Lichtenstein fälschlicherweise als Erstautor in der Literatur genannt. In ihrem Artikel Clarification and corrections of the dates of issue of some publications containing descriptions of North American birds erläutern Burt Leavelle Monroe, Jr. und Marvin Ralph Browning, warum Wilhelm Deppe nach den Internationalen Regeln für die Zoologische Nomenklatur als Erstautor gilt. Sie beziehen sich in ihrer Analyse auf einen Artikel von Erwin Stresemann, der bereits 1954 darauf hinwies, dass der Fehler wohl auf einen verwirrenden Nachdruck im Journal für Ornithologie aus dem Jahr 1863 zurückzuführen ist.